# Cupa Cupelor 1965-1966
Cupa Cupelor 1965-1966 a fost a șasea ediție competiției Cupa Cupelor organizată de UEFA. Trofeul a fost câștigat de Borussia Dortmund într-o finală jucată pe Hampden Park din Glasgow, contra echipei Liverpool. Meciul a fost decis după prelungiri.
A fost prima ediție a Cupei Cupelor la care s-a aplicat regula golului marcat în deplasare.
Pentru prima dată în istorie, echipele din Uniunea Sovietică au participat într-o competiție europeană.

## Meciuri preliminarii
| Echipa 1                     | Total  | Echipa 2                   | Turul I | Turul II |
| ---------------------------- | ------ | -------------------------- | ------- | -------- |
| Knattspyrnufélag Reykjavíkur | 2 – 6  | Rosenborg BK Trondheim     | 1 – 3   | 1 – 3    |
| AGF Aarhus                   | 4 – 2  | Vitória FC Setúbal         | 2 – 1   | 2 – 1    |
| FC Lahden Reipas             | 2 – 16 | Budapesti Honvéd SE        | 2 – 10  | 0 – 6    |
| 1. Wiener Neustädter SC      | 0 – 3  | Știința Cluj               | 0 – 1   | 0 – 2    |
| Coleraine FC                 | 1 – 10 | FC Dinamo Kiev             | 1 – 6   | 0 – 4    |
| Cardiff City FC              | 1 – 3  | Royal Standard de Liège    | 1 – 2   | 0 – 1    |
| Club Atlético de Madrid SAD  | 5 – 0  | NK Dinamo Zagreb           | 4 – 0   | 0 – 1    |
| FC Sion                      | 6 – 3  | Galatasaray SK Istanbul    | 5 – 1   | 1 – 2    |
| VTJ Dukla Praga              | 2 – 0  | Stade Rennais FC           | 2 – 0   | 0 – 0    |
| 1. FC Magdeburg              | 3 – 0  | CA Spora Luxembourg        | 1 – 0   | 2 – 0    |
| AC Omonia Nicossia           | 1 – 2  | Olympiacos SF Pireu        | 0 – 1   | 1 – 1    |
| Deventer VV Go Ahead         | 0 – 7  | Celtic FC Glasgow          | 0 – 6   | 0 – 1    |
| Floriana FC                  | 1 – 13 | BV Borussia 09 eV Dortmund | 1 – 5   | 0 – 8    |
| Juventus FC Torino           | 1 – 2  | Liverpool FC               | 1 – 0   | 0 – 2    |
| Limerick FC                  | 1 – 4  | ȚSKA Steagul Roșu Sofia    | 1 – 2   | 0 – 2    |

### Turul I
| Knattspyrnufélag Reykjavíkur | 1 – 3 | Rosenborg BK Trondheim         |
| ---------------------------- | ----- | ------------------------------ |
| Schram 70'                   |       | Kleveland 8', 77' Pedersen 84' |

| AGF Aarhus                 | 2 – 1 | Vitória FC Setúbal |
| -------------------------- | ----- | ------------------ |
| Bjerregaard 15' Jensen 80' |       | Quim 35'           |

| FC Lahden Reipas           | 2 – 10 | Budapesti Honvéd SE                                                         |
| -------------------------- | ------ | --------------------------------------------------------------------------- |
| Hyvärinen 35' Kautonen 87' |        | Tóth 20', 38', 62', 84', 88' Tichy 34', 52' Nagy 47' Nógrádi 61' Katona 79' |

| 1. Wiener Neustädter SC | 0 – 1 | Știința Cluj |
| ----------------------- | ----- | ------------ |
|                         |       | Ivansuc 70'  |

| Coleraine FC | 1 – 6 | FC Dinamo Kiev                                                      |
| ------------ | ----- | ------------------------------------------------------------------- |
| Curley 72'   |       | Biba 14', 52' Bazilevici 34' Khmelnitsky 40' Serebryanikov 44', 63' |

| Cardiff City FC | 1 – 2 | Royal Standard de Liège    |
| --------------- | ----- | -------------------------- |
| Johnston 30'    |       | Claessen 40' Semmeling 68' |

| Club Atlético de Madrid SAD         | 4 – 0 | NK Dinamo Zagreb |
| ----------------------------------- | ----- | ---------------- |
| Mendonça 10', 21', 85' Aragonés 65' |       |                  |

| FC Sion                                           | 5 – 1 | Galatasaray SK Istanbul |
| ------------------------------------------------- | ----- | ----------------------- |
| Eschmann 12', 50' Quentin 55' Stockbauer 80', 90' |       | Kutver 43'              |

| VTJ Dukla Praga         | 2 – 0 | Stade Rennais FC |
| ----------------------- | ----- | ---------------- |
| Strausz 35' Knebort 83' |       |                  |

| 1. FC Magdeburg | 1 – 0 | CA Spora Luxembourg |
| --------------- | ----- | ------------------- |
| Seguin 24'      |       |                     |

| AC Omonia Nicossia | 0 – 1 | Olympiacos SF Pireu |
| ------------------ | ----- | ------------------- |
|                    |       | Botinos 5'          |

| Deventer VV Go Ahead | 0 – 6 | Celtic FC Glasgow                                  |
| -------------------- | ----- | -------------------------------------------------- |
|                      |       | Lennox 26', 56', 70' Hughes 29' Johnstone 48', 78' |

| Floriana FC  | 1 – 5 | BV Borussia 09 eV Dortmund                |
| ------------ | ----- | ----------------------------------------- |
| Chirchop 29' |       | Emmerich 27' Wosab 58', 65' Held 62', 64' |

| Juventus FC Torino | 1 – 0 | Liverpool FC |
| ------------------ | ----- | ------------ |
| Leoncini 81'       |       |              |

| Limerick FC  | 1 – 2 | ȚSKA Steagul Roșu Sofia |
| ------------ | ----- | ----------------------- |
| O’Connor 18' |       | Țanev 6' Kamenov 22'    |

### Turul II
| FC Dinamo Kiev                              | 4 – 0 | Coleraine FC |
| ------------------------------------------- | ----- | ------------ |
| Biba 5' Bazilevici 17', 43' Khmelnitsky 89' |       |              |

FC Dinamo Kiev s-a calificat cu scorul general 10–1.
| Rosenborg BK Trondheim                  | 3 – 1 | Knattspyrnufélag Reykjavíkur |
| --------------------------------------- | ----- | ---------------------------- |
| Haagenrud 49' Pedersen 66' Lindvaag 81' |       | Ísfeld 75'                   |

Rosenborg BK Trondheim s-a calificat cu scorul general 6–2.
| Vitória FC Setúbal | 1 – 2 | AGF Aarhus             |
| ------------------ | ----- | ---------------------- |
| Graça 70'          |       | Enoksen 58' Jensen 72' |

AGF Aarhus s-a calificat cu scorul general 4–2.
| NK Dinamo Zagreb | 0 – 1 | Club Atlético de Madrid SAD |
| ---------------- | ----- | --------------------------- |
|                  |       | Adelardo 80'                |

Club Atlético de Madrid SAD s-a calificat cu scorul general 5–0.
| Galatasaray SK Istanbul    | 2 – 1 | FC Sion  |
| -------------------------- | ----- | -------- |
| Köken 34' Elmastaşoğlu 59' |       | Sixt 49' |

FC Sion s-a calificat cu scorul general 6–3.
| Stade Rennais FC | 0 – 0 | VTJ Dukla Praga |
| ---------------- | ----- | --------------- |
|                  |       |                 |

VTJ Dukla Praga s-a calificat cu scorul general 2–0.
| Știința Cluj        | 2 – 0 | 1. Wiener Neustädter SC |
| ------------------- | ----- | ----------------------- |
| Ivansuc 9' Adam 86' |       |                         |

Știința Cluj s-a calificat cu scorul general 3–0.
| Celtic FC Glasgow | 1 – 0 | Deventer VV Go Ahead |
| ----------------- | ----- | -------------------- |
| McBride 12'       |       |                      |

Celtic FC Glasgow s-a calificat cu scorul general 7–0.
| Olympiacos SF Pireu | 1 – 1 | AC Omonia Nicossia |
| ------------------- | ----- | ------------------ |
| Papazoglou 20' 57'  |       | Pallas 17'         |

Olympiacos SF Pireu s-a calificat cu scorul general 2–1.
| BV Borussia 09 eV Dortmund                                   | 8 – 0 | Floriana FC |
| ------------------------------------------------------------ | ----- | ----------- |
| Emmerich 5' (pen.), 37', 52', 58', 67', 74' Schmidt 26', 63' |       |             |

BV Borussia 09 eV Dortmund s-a calificat cu scorul general 13–1.
| Budapesti Honvéd SE                                     | 6 – 0 | FC Lahden Reipas |
| ------------------------------------------------------- | ----- | ---------------- |
| Komora 3', 65' Tichy 40', 69' Talsi 72' (a.g.) Nagy 76' |       |                  |

Budapesti Honvéd SE s-a calificat cu scorul general 16–2.
| ȚSKA Steagul Roșu Sofia | 2 – 0 | Limerick FC |
| ----------------------- | ----- | ----------- |
| Kolev 53' Kamenov 71'   |       |             |

ȚSKA Steagul Roșu Sofia s-a calificat cu scorul general 4–1.
| CA Spora Luxembourg | 0 – 2 | 1. FC Magdeburg        |
| ------------------- | ----- | ---------------------- |
|                     |       | Kubisch 41' Seguin 81' |

1. FC Magdeburg s-a calificat cu scorul general 3–0.
| Liverpool FC          | 2 – 0 | Juventus FC Torino |
| --------------------- | ----- | ------------------ |
| Lawler 20' Strong 25' |       |                    |

Liverpool FC s-a calificat cu scorul general 2–1.
| Royal Standard de Liège | 1 – 0 | Cardiff City FC |
| ----------------------- | ----- | --------------- |
| Storme 47'              |       |                 |

Royal Standard de Liège s-a calificat cu scorul general 3–1.

## Optimi de finală
| Echipa 1                   | Total  | Echipa 2                    | Turul I | Turul II |
| -------------------------- | ------ | --------------------------- | ------- | -------- |
| Rosenborg BK Trondheim     | 1 – 6  | FC Dinamo Kiev              | 1 – 4   | 0 – 2    |
| VTJ Dukla Praga            | 4 – 4  | Budapesti Honvéd SE         | 2 – 3   | 2 – 1    |
| AGF Aarhus                 | 0 – 3  | Celtic FC Glasgow           | 0 – 1   | 0 – 2    |
| BV Borussia 09 eV Dortmund | 5 – 4  | ȚSKA Steagul Roșu Sofia     | 3 – 0   | 2 – 4    |
| 1. FC Magdeburg            | 10 – 3 | FC Sion                     | 8 – 1   | 2 – 2    |
| Știința Cluj               | 0 – 6  | Club Atlético de Madrid SAD | 0 – 2   | 0 – 4    |
| West Ham United FC Londra  | 6 – 2  | Olympiacos SF Pireu         | 4 – 0   | 2 – 2    |
| Liverpool FC               | 5 – 2  | Royal Standard de Liège     | 3 – 1   | 2 – 1    |

### Turul I
| Rosenborg BK Trondheim | 1 – 4 | FC Dinamo Kiev                          |
| ---------------------- | ----- | --------------------------------------- |
| Hansen 61'             |       | Biba 7' Khmelnitsky 22' Puzach 43', 63' |

| VTJ Dukla Praga    | 2 – 3 | Budapesti Honvéd SE |
| ------------------ | ----- | ------------------- |
| Rödr 5' Štrunc 74' |       | Tichy 13', 39', 41' |

| AGF Aarhus | 0 – 1 | Celtic FC Glasgow |
| ---------- | ----- | ----------------- |
|            |       | McBride 24'       |

| BV Borussia 09 eV Dortmund     | 3 – 0 | ȚSKA Steagul Roșu Sofia |
| ------------------------------ | ----- | ----------------------- |
| Sturm 17' Held 54' Schmidt 54' |       | Kolev 25'               |

| 1. FC Magdeburg                                                   | 8 – 1 | FC Sion      |
| ----------------------------------------------------------------- | ----- | ------------ |
| Eckardt 8', 25' Stöcker 44', 57' Kubisch 53', 63' Walter 69', 77' |       | Eschmann 35' |

| Știința Cluj | 0 – 2 | Club Atlético de Madrid SAD |
| ------------ | ----- | --------------------------- |
|              |       | Collar 66' Adelardo 84'     |

| West Ham United FC Londra             | 4 – 0 | Olympiacos SF Pireu |
| ------------------------------------- | ----- | ------------------- |
| Hurst 25', 44' Byrne 65' Brabrook 82' |       |                     |

| Liverpool FC                | 3 – 1 | Royal Standard de Liège |
| --------------------------- | ----- | ----------------------- |
| Lawler 2', 49' Thompson 72' |       | Storme 58'              |

### Turul II
| FC Dinamo Kiev                | 2 – 0 | Rosenborg BK Trondheim |
| ----------------------------- | ----- | ---------------------- |
| Khmelnitsky 5' Bazilevici 29' |       |                        |

FC Dinamo Kiev s-a calificat cu scorul general 6–1.
| Budapesti Honvéd SE | 1 – 2 | VTJ Dukla Praga          |
| ------------------- | ----- | ------------------------ |
| Dorogi 23'          |       | Masopust 73' Knebort 87' |

La scorul general 4–4, Budapesti Honvéd SE s-a calificat datorită numărului mai mare de goluri marcate în deplasare.
| Celtic FC Glasgow        | 2 – 0 | AGF Aarhus |
| ------------------------ | ----- | ---------- |
| McNeill 8' Johnstone 41' |       |            |

Celtic FC Glasgow s-a calificat cu scorul general 3–0.
| ȚSKA Steagul Roșu Sofia                 | 4 – 2 | BV Borussia 09 eV Dortmund           |
| --------------------------------------- | ----- | ------------------------------------ |
| Romanov 7', 43', 68' Vasilev 75' (pen.) |       | Held 24' · Emmerich 40' · Kurrat 87' |

BV Borussia 09 eV Dortmund s-a calificat cu scorul general 5–4.
| Olympiacos SF Pireu                          | 2 – 2 | West Ham United FC Londra |
| -------------------------------------------- | ----- | ------------------------- |
| Bovington 57' (a.g.) Polychroniou 81' (pen.) |       | Peters 28', 54'           |

West Ham United FC Londra s-a calificat cu scorul general 6–2.
| FC Sion                                      | 2 – 2 | 1. FC Magdeburg                    |
| -------------------------------------------- | ----- | ---------------------------------- |
| Desbiolles 56' · Quentin 72' · Antonelli 84' |       | Wiedemann 1', 36' · Hirschmann 48' |

1. FC Magdeburg s-a calificat cu scorul general 10–3.
| Royal Standard de Liège | 1 – 2 | Liverpool FC          |
| ----------------------- | ----- | --------------------- |
| Claessen 42'            |       | Hunt 52' St. John 57' |

Liverpool FC s-a calificat cu scorul general 5–2.
| Club Atlético de Madrid SAD                      | 4 – 0 | Știința Cluj |
| ------------------------------------------------ | ----- | ------------ |
| Mendonça 26', 60' Víctor 38' Aragonés 75' (pen.) |       |              |

Club Atlético de Madrid SAD s-a calificat cu scorul general 6–0.

## Sferturi de finală
| Echipa 1                    | Total | Echipa 2                   | Turul I | Turul II |
| --------------------------- | ----- | -------------------------- | ------- | -------- |
| Celtic FC Glasgow           | 4 – 1 | FC Dinamo Kiev             | 3 – 0   | 1 – 1    |
| Club Atlético de Madrid SAD | 1 – 2 | BV Borussia 09 eV Dortmund | 1 – 1   | 0 – 1    |
| West Ham United FC Londra   | 2 – 1 | 1. FC Magdeburg            | 1 – 0   | 1 – 1    |
| Budapesti Honvéd SE         | 0 – 2 | Liverpool FC               | 0 – 0   | 0 – 2    |

### Turul I
| Celtic FC Glasgow                       | 3 – 0 | FC Dinamo Kiev |
| --------------------------------------- | ----- | -------------- |
| Gemmell 27' Hughes 40' Murdoch 64', 84' |       |                |

| Club Atlético de Madrid SAD | 1– 1 | BV Borussia 09 eV Dortmund |
| --------------------------- | ---- | -------------------------- |
| Mendonça 87'                |      | Emmerich 59'               |

| West Ham United FC Londra | 1 – 0 | 1. FC Magdeburg |
| ------------------------- | ----- | --------------- |
| Byrne 47'                 |       |                 |

| Budapesti Honvéd SE | 0 – 0 | Liverpool FC |
| ------------------- | ----- | ------------ |
|                     |       |              |

### Turul II
| FC Dinamo Kiev              | 1 – 1 | Celtic FC Glasgow       |
| --------------------------- | ----- | ----------------------- |
| Szabó 20' · Khmelnitsky 66' |       | Gemmell 27' · Craig 66' |

FC Dinamo Kiev s-a calificat cu scorul general 4–1.
| Liverpool FC            | 2 – 0 | Budapesti Honvéd SE |
| ----------------------- | ----- | ------------------- |
| Lawler 27' St. John 47' |       |                     |

Liverpool FC s-a calificat cu scorul general 2–0.
| 1. FC Magdeburg | 1 – 1 | West Ham United FC Londra |
| --------------- | ----- | ------------------------- |
| Walter 77'      |       | Sissons 78'               |

West Ham United FC Londra s-a calificat cu scorul general 2–1.
| BV Borussia 09 eV Dortmund | 1– 0 | Club Atlético de Madrid SAD |
| -------------------------- | ---- | --------------------------- |
| Emmerich 16'               |      |                             |

BV Borussia 09 eV Dortmund s-a calificat cu scorul general 2–1.

## Semifinale
| Echipa 1                  | Total | Echipa 2                   | Turul I | Turul II |
| ------------------------- | ----- | -------------------------- | ------- | -------- |
| West Ham United FC Londra | 2 – 5 | BV Borussia 09 eV Dortmund | 1 – 2   | 1 – 3    |
| Celtic FC Glasgow         | 1 – 2 | Liverpool FC               | 1 – 0   | 0 – 2    |

### Turul I
| West Ham United FC Londra | 1 – 2 | BV Borussia 09 eV Dortmund |
| ------------------------- | ----- | -------------------------- |
| Peters 52'                |       | Emmerich 85', 86'          |

| Celtic FC Glasgow | 1 – 0 | Liverpool FC |
| ----------------- | ----- | ------------ |
| Lennox 51'        |       |              |

### Turul II
| BV Borussia 09 eV Dortmund  | 3– 1 | West Ham United FC Londra |
| --------------------------- | ---- | ------------------------- |
| Emmerich 1', 29' Cyliax 87' |      | Byrne 43'                 |

BV Borussia 09 eV Dortmund s-a calificat cu scorul general 5–2.
| Liverpool FC         | 2 – 0 | Budapesti Honvéd SE |
| -------------------- | ----- | ------------------- |
| Smith 60' Strong 65' |       |                     |

Liverpool FC s-a calificat cu scorul general 2–1.

## Finala
| BV Borussia 09 eV Dortmund | 2 – 1 | Liverpool FC |
| -------------------------- | ----- | ------------ |
| Held 61' Libuda 107'       |       | Hunt 68'     |

| Câștigătoarea Cupei Cupelor 1965–66      |
| Germania                                 |
| BV Borussia 09 eV Dortmund Primul trofeu |